# Synopeas meridionalis
Synopeas meridionalis är en stekelart som beskrevs av Charles Thomas Brues 1922. Synopeas meridionalis ingår i släktet Synopeas och familjen gallmyggesteklar. Inga underarter finns listade i Catalogue of Life.